# Philobrya atlantica
Philobrya atlantica är en musselart som beskrevs av Dall 1895. Philobrya atlantica ingår i släktet Philobrya och familjen Philobryidae. Inga underarter finns listade i Catalogue of Life.